# Fagyalszender
A fagyalszender (Sphinx ligustri) a rovarok (Insecta) osztályának a lepkék (Lepidoptera) rendjébe, ezen belül a szenderfélék (Sphingidae) családjába tartozó faj.

## Előfordulása
A fagyalszender előfordulási területe Európa legnagyobb része, Ázsia egészen Japánig, valamint Északnyugat-Afrika egyes részei.

## Megjelenése
Hatalmas méretű lepkefaj: szárnyfesztávolsága 120 milliméter. A szender elülső szárnyai barnák, míg hátulsó szárnyai rózsaszín szélűek. A röpte erőteljes. A hernyó hátáról hét, élénk lila csík fut az oldalaira.

## Életmódja
Főleg az erdőket választja élőhelyül, de a városok parkjaiban is fellelhető. A hernyó elsősorban fagyalfajokkal (Ligustrum) táplálkozik - innen ered a neve is -, azonban ezek hiányában közönséges orgonát (Syringa vulgaris) és különböző kőrisfajokat (Fraxinus) is fogyaszthat. Miután kinőtte magát, a hernyó a talajba fúrja magát, ahol bebábozódik. Az imágó a következő nyáron bújik elő.

## Képek

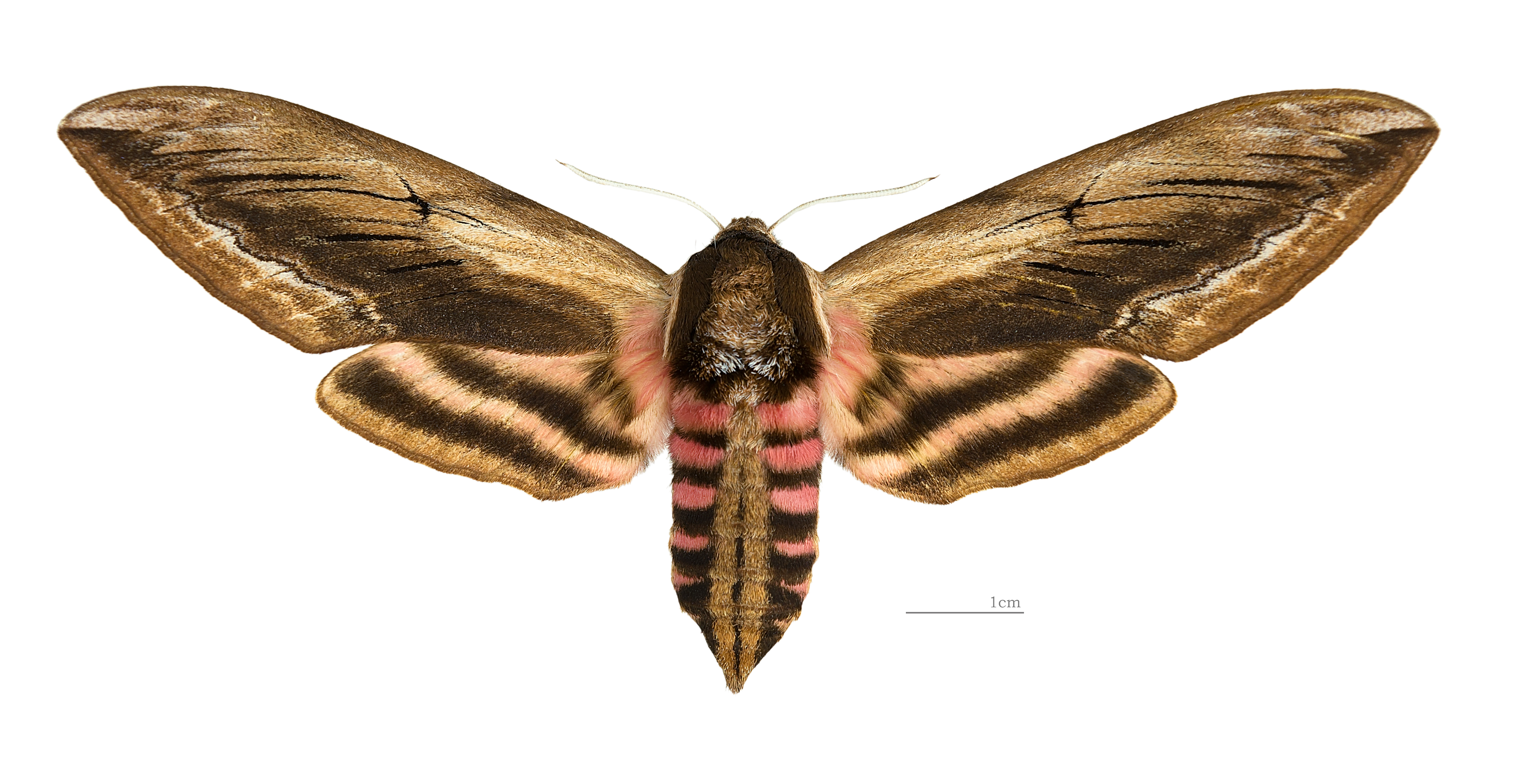
Nőstény háti
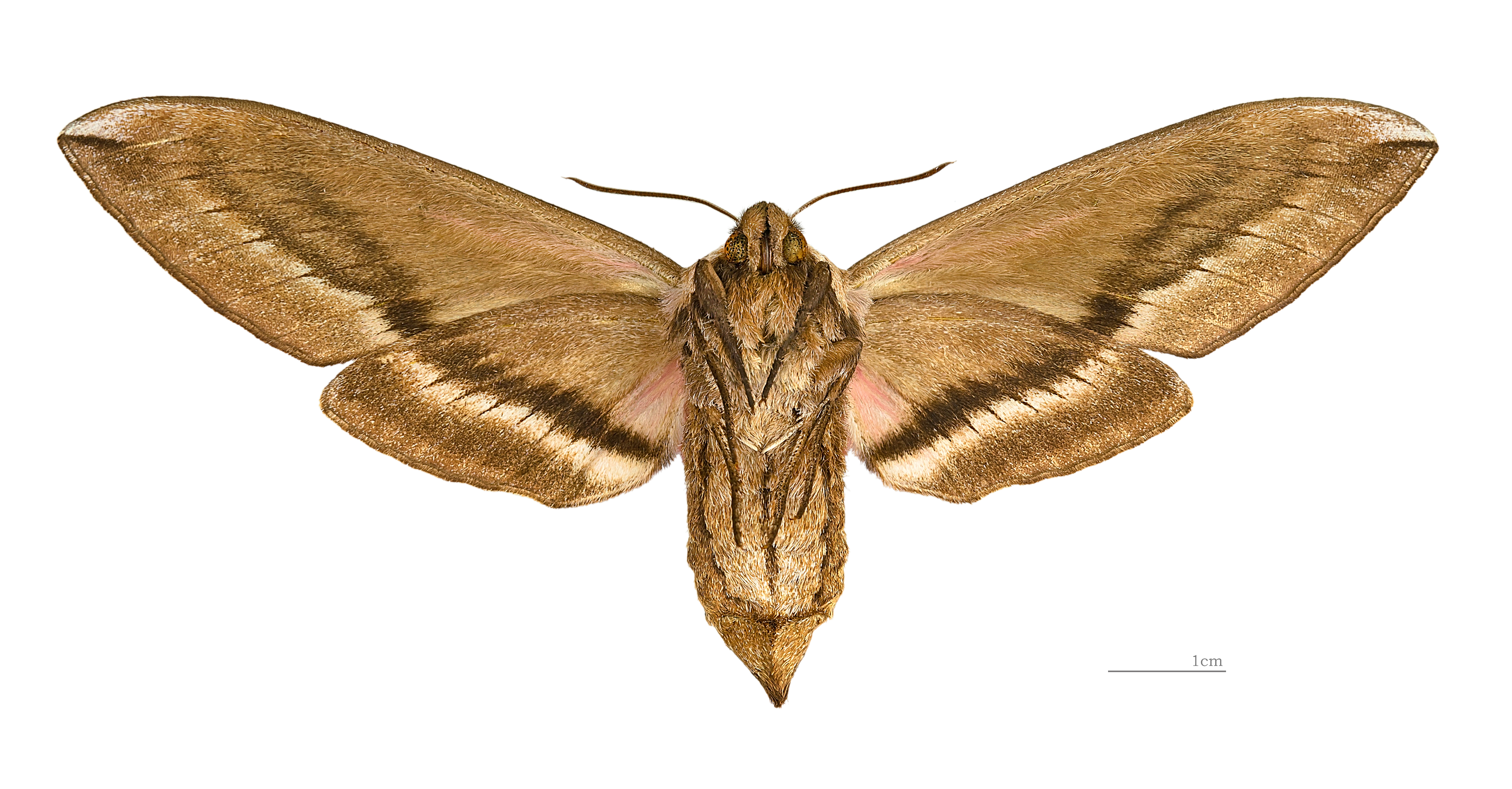
és hasi részei
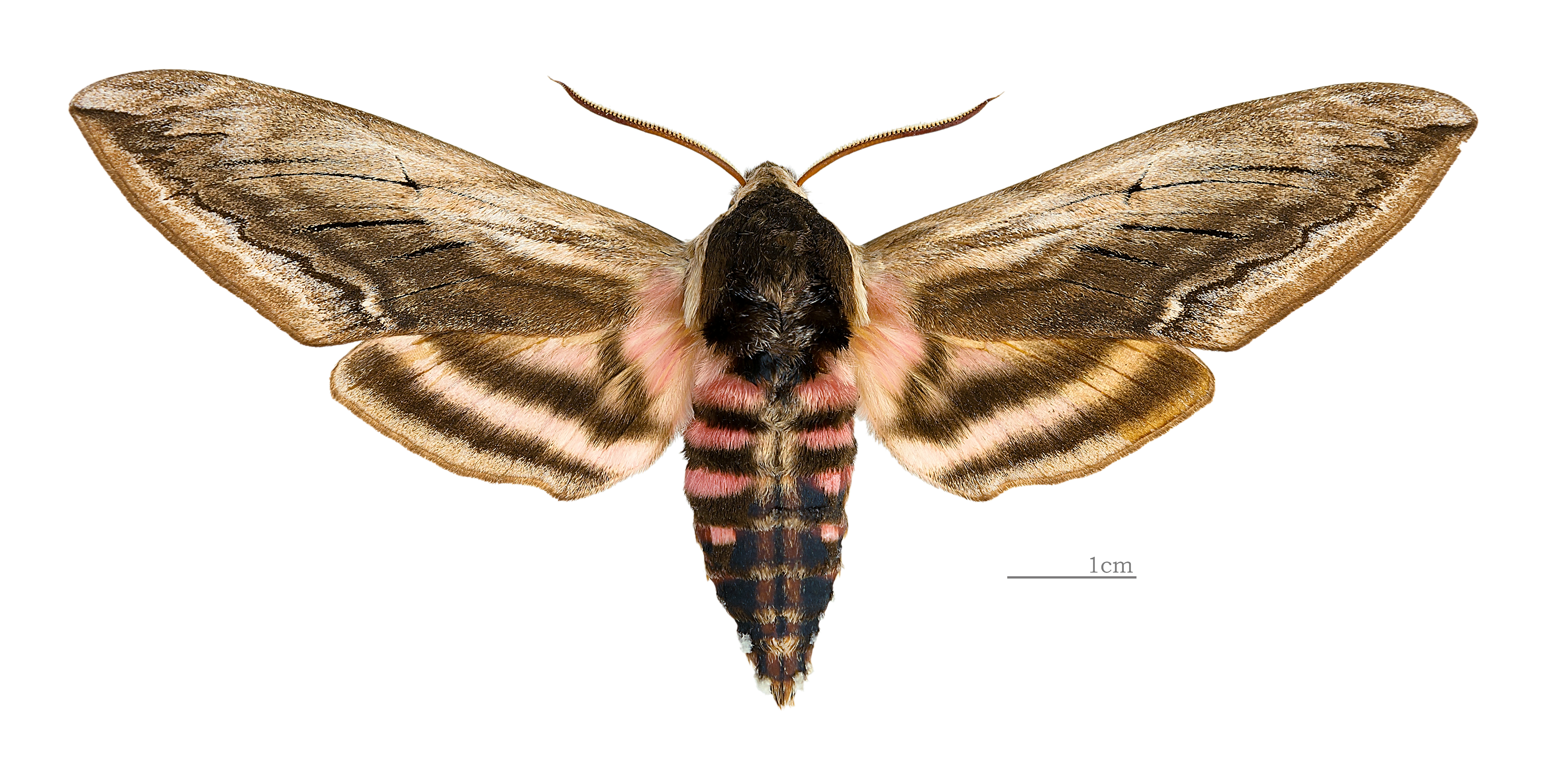
Hím háti
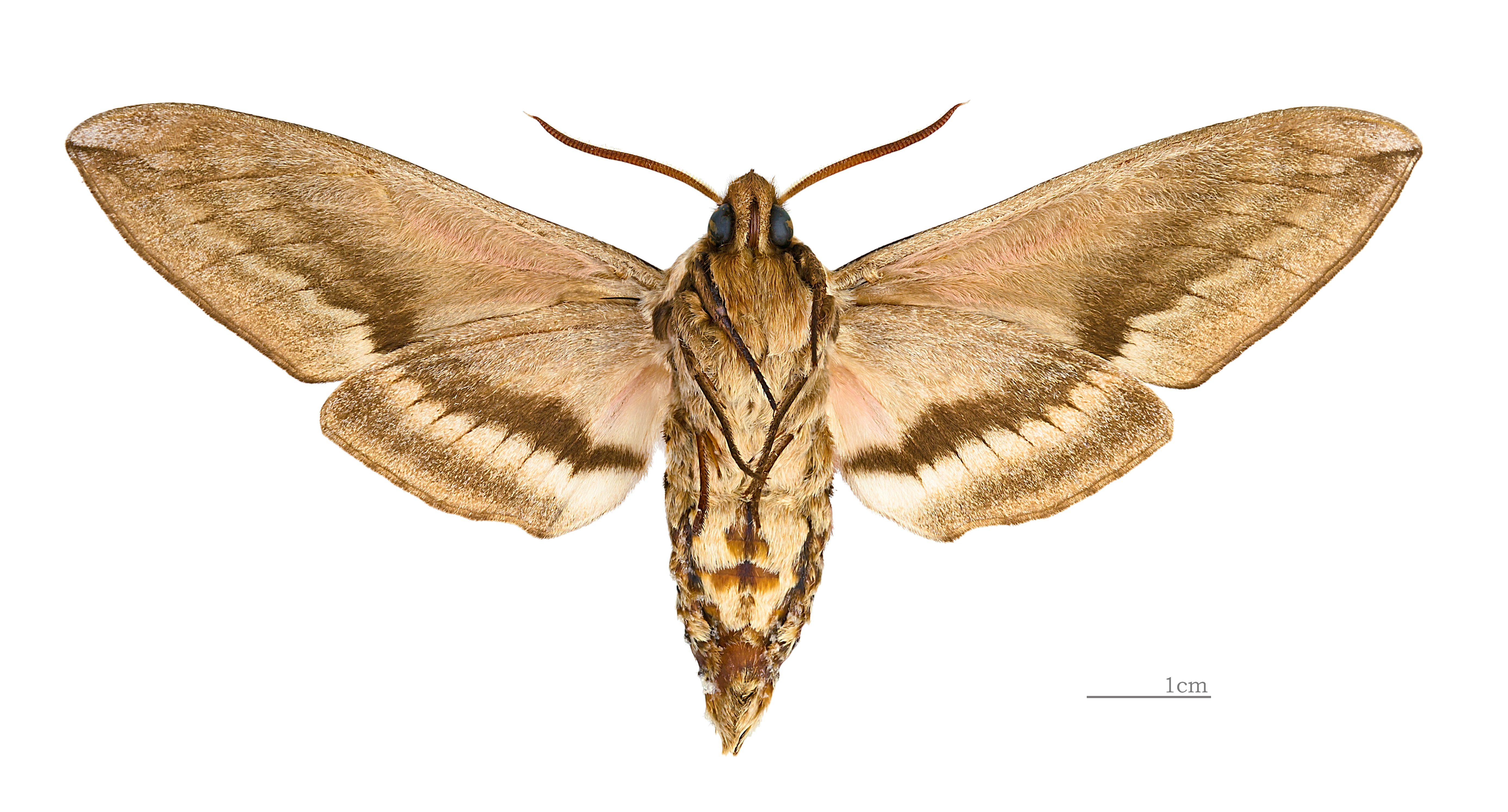
és hasi részei
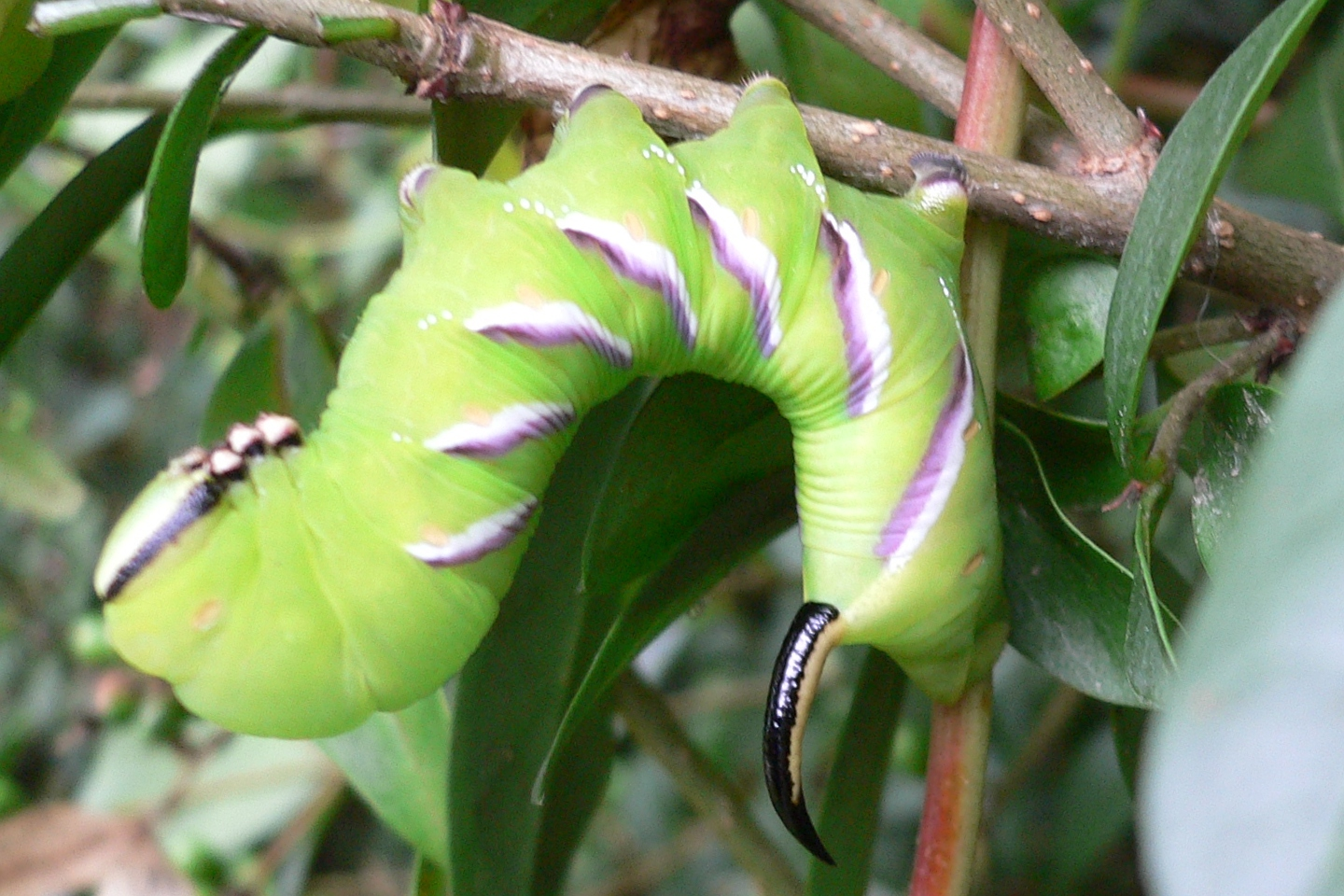
A hernyó
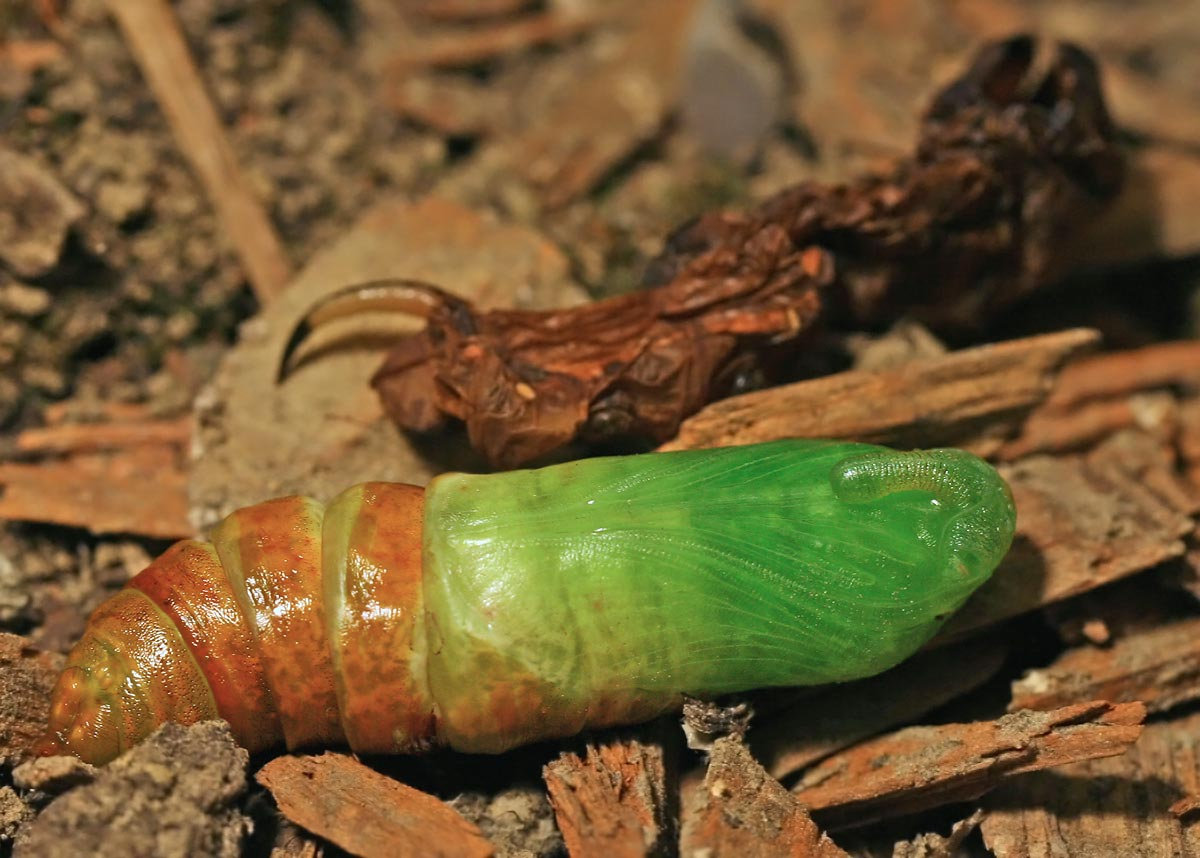
bebábozódás közben
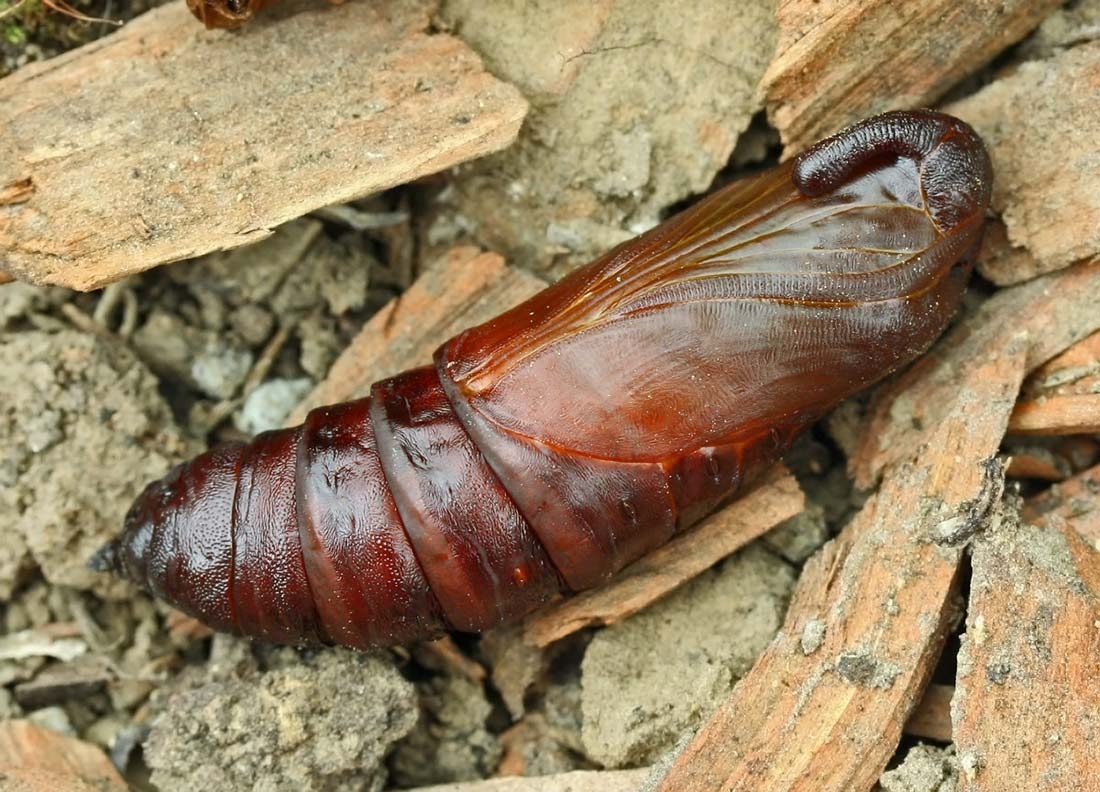
és a báb
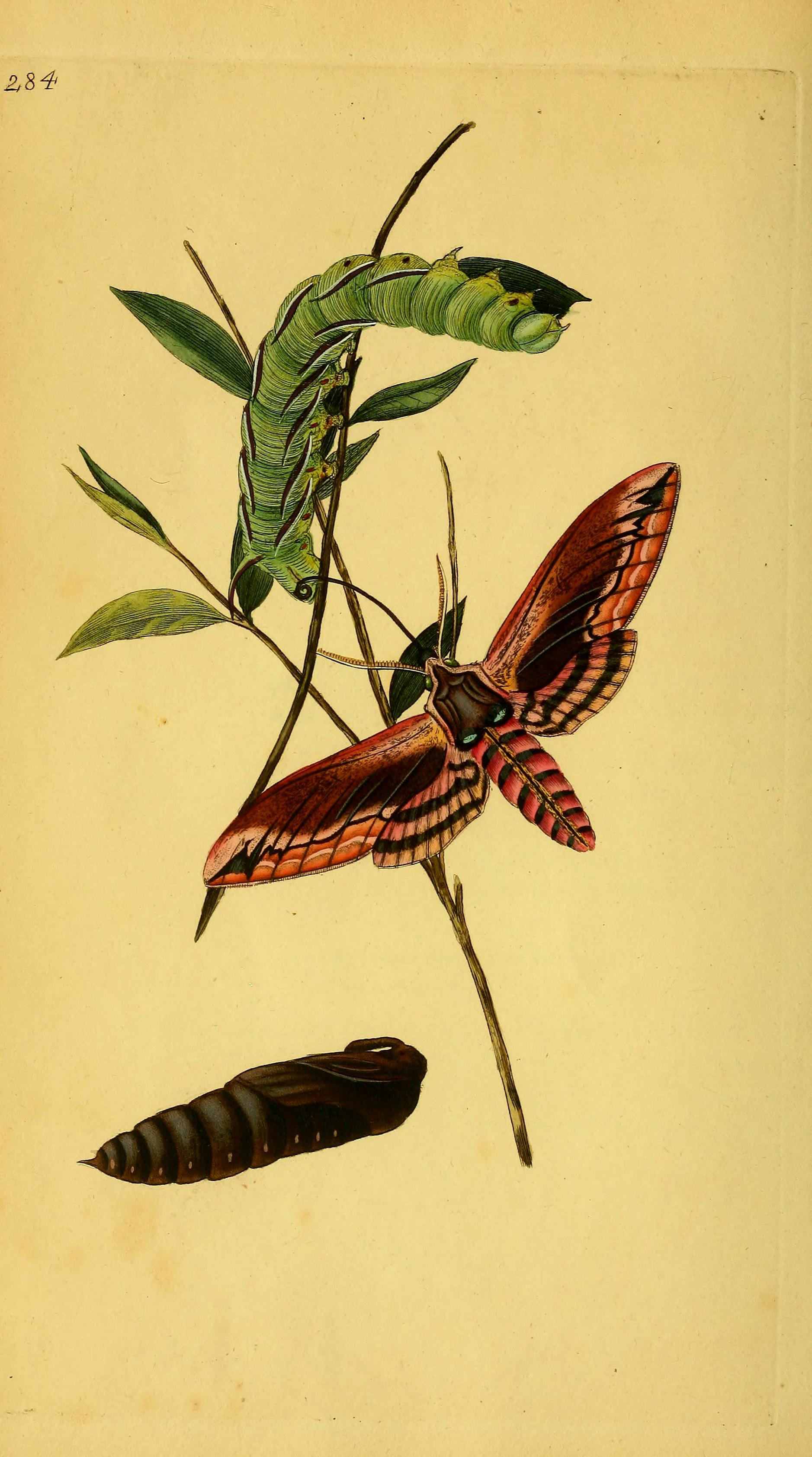
Rajz a 3 stádiumáról